# Чемпіонат світу з фристайлу 2011 – Жіночий скі крос
Змагання жінок у скікросі на Чемпіонаті світу-2011 проходило в  Дір-Веллі, США, 3 - 4 лютого 2011 року (кваліфікація і фінал). Участь у змаганнях взяли 24 атлетки з 13 країн світу.

## Результати

### Кваліфікація
| Місце | Біб | Ім'я                  | Країна          | Час     | Нотатка |
| ----- | --- | --------------------- | --------------- | ------- | ------- |
| 1     | 6   | Хайді Цахер           | Німеччина       | 1:06.58 | Q       |
| 2     | 7   | Март Хойє Гйєфсен     | Норвегія        | 1:06.80 | Q       |
| 3     | 3   | Анна Вернер           | Німеччина       | 1:06.96 | Q       |
| 4     | 16  | Келсі Сірва           | Канада          | 1:06.96 | Q       |
| 5     | 4   | Фанні Сміт            | Швейцарія       | 1:07.12 | Q       |
| 6     | 1   | Анна Голмлунд         | Швеція          | 1:07.23 | Q       |
| 7     | 8   | Джулія Мюррей         | Канада          | 1:07.69 | Q       |
| 8     | 11  | Офелі Дави            | Франція         | 1:07.69 | Q       |
| 9     | 10  | Ніколь Кучерова       | Чехія           | 1:07.69 | Q       |
| 10    | 9   | Даніель Полескук      | Канада          | 1:07.90 | Q       |
| 11    | 12  | Катрін Мюллер         | Швейцарія       | 1:08.02 | Q       |
| 12    | 14  | Дженні Оуенс          | Австралія       | 1:08.13 | Q       |
| 13    | 19  | Маріелле Томпсон      | Канада          | 1:09.11 | Q       |
| 14    | 22  | Кароліна Ремінь       | Польща          | 1:09.15 | Q       |
| 15    | 13  | Юлі Бренденген Йенсен | Норвегія        | 1:09.27 | Q       |
| 16    | 18  | Катя Крема            | Австралія       | 1:09.30 | Q       |
| 17    | 5   | Катрін Офнер          | Австрія         | 1:09.62 | Q       |
| 18    | 2   | Семі Кеннеді          | Австралія       | 1:09.64 | Q       |
| 19    | 20  | Емілі Сарсфілд        | Велика Британія | 1:09.83 | Q       |
| 20    | 21  | Юлія Лівінська        | Росія           | 1:09.85 | Q       |
| 21    | 24  | Сара Совєй            | Велика Британія | 1:11.39 | Q       |
| 22    | 33  | Райна Умехара         | Японія          | 1:11.69 | Q       |
| 23    | 15  | Андреа Лімбахер       | Австрія         | 1:18.62 | Q       |
|       |     | Гедда Бернтсен        | Норвегія        |         | DNS     |

### 1/8 фіналу
У цій і наступній стадіях спортсмени змагаються групами з кількох осіб, де двоє найкращих проходять у наступний раунд.
| Місце | Біб | Ім'я         | Країна    | Нотатки |
| ----- | --- | ------------ | --------- | ------- |
| 1     | 1   | Хайді Цахер  | Німеччина | Q       |
| 2     | 17  | Катрін Офнер | Австрія   | Q       |
| 3     | 16  | Катя Крема   | Австралія |         |

| Місце | Біб | Ім'я         | Країна          | Нотатки |
| ----- | --- | ------------ | --------------- | ------- |
| 1     | 5   | Фанні Сміт   | Швейцарія       | Q       |
| 2     | 12  | Дженні Оуенс | Австралія       | Q       |
| 3     | 21  | Сара Совєй   | Велика Британія |         |

| Місце | Біб | Ім'я            | Країна          | Нотатки |
| ----- | --- | --------------- | --------------- | ------- |
| 1     | 3   | Анна Вернер     | Німеччина       | Q       |
| 2     | 14  | Кароліна Ремінь | Польща          | Q       |
| 3     | 19  | Емілі Сарсфілд  | Велика Британія |         |

| Місце | Біб | Ім'я             | Країна  | Нотатки |
| ----- | --- | ---------------- | ------- | ------- |
| 1     | 8   | Даніель Полескук | Канада  | Q       |
| 2     | 9   | Джулія Мюррей    | Канада  | Q       |
| 3     | 9   | Андреа Лімбахер  | Австрія |         |

| Місце | Біб | Ім'я            | Країна  | Нотатки |
| ----- | --- | --------------- | ------- | ------- |
| 1     | 8   | Офелі Дави      | Франція | Q       |
| 2     | 9   | Ніколь Кучерова | Чехія   | Q       |

| Місце | Біб | Ім'я             | Країна | Нотатки |
| ----- | --- | ---------------- | ------ | ------- |
| 1     | 4   | Келсі Сірва      | Канада | Q       |
| 2     | 13  | Маріелле Томпсон | Канада | Q       |
| 3     | 20  | Юлія Лівінська   | Росія  | DNF     |

| Місце | Біб | Ім'я          | Країна    | Нотатки |
| ----- | --- | ------------- | --------- | ------- |
| 1     | 6   | Анна Холмлунд | Швеція    | Q       |
| 2     | 11  | Катрін Мюллер | Швейцарія | Q       |
| 3     | 22  | Райна Умехара | Японія    |         |

| Місце | Біб | Ім'я                  | Країна    | Нотатки |
| ----- | --- | --------------------- | --------- | ------- |
| 1     | 2   | Март Хойє Гйєфсен     | Норвегія  | Q       |
| 2     | 15  | Юлі Бренденген Йенсен | Норвегія  | Q       |
| 3     | 18  | Семі Кеннеді          | Австралія | DNF     |

### 1/4 фіналу
| Місце | Біб | Ім'я            | Країна    | Нотатки |
| ----- | --- | --------------- | --------- | ------- |
| 1     | 1   | Хайді Цахер     | Німеччина | Q       |
| 2     | 17  | Катрін Офнер    | Австрія   | Q       |
| 3     | 9   | Офелі Дави      | Франція   | DNF     |
| 4     | 8   | Ніколь Кучерова | Чехія     | DNF     |

| Місце | Біб | Ім'я            | Країна    | Нотатки |
| ----- | --- | --------------- | --------- | ------- |
| 1     | 7   | Анна Холмлунд   | Швеція    | Q       |
| 2     | 14  | Кароліна Ремінь | Польща    | Q       |
| 3     | 11  | Катрін Мюллер   | Швейцарія |         |
| 4     | 3   | Анна Вернер     | Німеччина |         |

| Місце | Біб | Ім'я             | Країна    | Нотатки |
| ----- | --- | ---------------- | --------- | ------- |
| 1     | 12  | Дженні Оуенс     | Австралія | Q       |
| 2     | 4   | Келсі Сірва      | Канада    | Q       |
| 3     | 13  | Маріелле Томпсон | Канада    |         |
| 4     | 5   | Фанні Сміт       | Швейцарія | DNF     |

| Місце | Біб | Ім'я                  | Країна   | Нотатки |
| ----- | --- | --------------------- | -------- | ------- |
| 1     | 2   | Март Хойє Гйєфсен     | Норвегія | Q       |
| 2     | 7   | Джулія Мюррей         | Канада   | Q       |
| 3     | 15  | Юлі Бренденген Йенсен | Норвегія |         |
| 4     | 5   | Даніель Полескук      | Канада   | DNF     |

### 1/2 фіналу
| Місце | Біб | Ім'я         | Країна    | Нотатки |
| ----- | --- | ------------ | --------- | ------- |
| 1     | 4   | Келсі Сірва  | Канада    | Q       |
| 2     | 17  | Катрін Офнер | Австрія   | Q       |
| 3     | 12  | Дженні Оуенс | Австралія |         |
| 4     | 1   | Хайді Цахер  | Німеччина | DNF     |

| Місце | Біб | Ім'я              | Країна   | Нотатки |
| ----- | --- | ----------------- | -------- | ------- |
| 1     | 7   | Анна Холмлунд     | Швеція   | Q       |
| 2     | 6   | Джулія Мюррей     | Канада   | Q       |
| 3     | 14  | Кароліна Ремінь   | Польща   |         |
| 4     | 2   | Март Хойє Гйєфсен | Норвегія | DNF     |

### Фінал
Малий фінал
| Місце | Біб | Ім'я              | Країна    | Нотатки |
| ----- | --- | ----------------- | --------- | ------- |
| 5     | 12  | Дженні Оуенс      | Австралія |         |
| 6     | 14  | Кароліна Ремінь   | Польща    |         |
| 7     | 1   | Хайді Цахер       | Німеччина |         |
| 8     | 2   | Март Хойє Гйєфсен | Норвегія  |         |

Фінал
| Місце | Біб | Ім'я          | Країна  | Нотатки |
| ----- | --- | ------------- | ------- | ------- |
| 1     | 4   | Келсі Серва   | Канада  |         |
| 2     | 7   | Джулія Мюррей | Канада  |         |
| 3     | 6   | Анна Голмлунд | Швеція  |         |
| 4     | 17  | Катрін Офнер  | Австрія |         |